# 1459 Magnya
Az 1459 Magnya (ideiglenes jelöléssel 1937 VA) a Naprendszer kisbolygóövében található aszteroida. Grigorij Neujmin fedezte fel 1937. november 4-én.